# Abdul Baser Wasiqi
Abdul Baser Wasiqi (Amburgo, 12 luglio 1975) è un maratoneta afghano.
Riuscì a completare la maratona alle Olimpiadi estive di Atlanta 1996, nonostante un infortunio subito prima dell'evento.

## Carriera
Accreditato con un miglior tempo di maratona di 2h33:21, era pronto a competere alle Olimpiadi di Barcellona 1992, ma a causa della Guerra del Golfo in corso nel suo paese, non poté partecipare. Quattro anni dopo, ventunenne, era pronto per il suo debutto olimpico ai Giochi di Atlanta 1996, tuttavia poco prima della gara si ruppe un tendine del ginocchio: decise comunque di partecipare alla gara, zoppicando per tutto il percorso. Già dopo poco, venne distaccato di 1 km e quando il sudafricano Josia Thugwane tagliò il traguardo per primo, Wasabi era ancora al 25° chilometro. Lungo il percorso, il maratoneta afgano attirò molta attenzione da parte degli spettatori che lo incitavano. Wasiqi raggiunse lo stadio quando orami gli operai erano intenti a preparare l'arena per la cerimonia di chiusura dei Giochi olimpici, con i teloni stesi sulla pista di atletica, che furono spostati per permettere all'atleta di raggiungere il traguardo. Centinaia di volontari si schierarono lungo la pista e, dopo aver convinto la banda a interrompere le prove, applaudirono il corridore afgano mentre avanzava dolorosamente verso il traguardo, mentre alcuni tagliarono un pezzo di nastro di plastica bianco, scrivendoci sopra "Atlanta 1996" e stendendolo lungo la pista. Wasiqi riuscì così a concludere la gara, quasi un'ora e mezza dopo il secondo concorrente più lento, il somalo Abdi Isak, con il tempo finale di 4h24:17, uno dei più lenti della storia delle maratone olimpiche.